# Palaeamathes
Palaeamathes é um gênero de traça pertencente à família Arctiidae.